# 長岡市立与板中学校
長岡市立与板中学校（ながおかしりつ よいたちゅうがっこう）は、新潟県長岡市与板町東与板に所在する市立中学校。

## 概要
1947年5月15日に開校。全校生徒数187名（1年58名・2年61名・3年68名、2016年度）。

## 沿革
- 1947年5月15日 - 与板町立与板中学校として与板小学校内に開校。
- 1949年 - 校旗・校歌制定（作詞／校歌制定委員会、作曲／波多野修吾）。
- 1954年9月3日 - 東与板地区に独立校舎一部竣工に伴い移転。
- 1955年4月 - 独立校舎竣工。
- 1957年7月 - プール竣工。
- 1961年4月1日 - 黒川中学校を統合。
- 1972年4月1日 - 長岡市立江陽中学校より脇川新田地区の受託生を受け入れ開始（2004年度新入生より江陽中学校へ）。
- 1989年4月 - 新校舎竣工。
- 2006年1月1日 - 市町村合併に伴い現校名に改称。

## 通学区域
#外部リンクを参照。

### 進学前小学校
- 長岡市立与板小学校

## 交通
- 越後交通「与板仲町」バス停徒歩10分

## 著名な出身者
- 丸山晴美（節約アドバイザー・ファイナンシャルプランナー）